# Kiezelzwemwants
De kiezelzwemwants (Aphelocheirus aestivalis) is een wants uit de familie Aphelocheiridae (rivierbodemwantsen). De soort werd beschreven door Johan Christian Fabricius in 1794.

## Uiterlijk
De zeer platte, brede wants  heeft een bruine rug en een lichter gekleurde buik. De vleugels zijn onderontwikkeld en nagenoeg niet zichtbaar. Heel af en toe komen langvleugelige (macropteer) dieren voor. Net als de buik, is de kop lichtbruin tot wit gekleurd. De nimfen zijn bleek en soms enigszins doorzichtig.

## Leefgebied en leefwijze
De soort kwam lang geleden algemeen voor in snelstromend water met kiezelbodem. Door watervervuiling is hij echter op veel plaatsen verdwenen. Nu is de wants nog zeldzaam maar komt, nu de waterkwaliteit weer beter wordt, sinds 2007 weer voor in een aantal schone beken in zuid- en midden-Limburg. De verdere verspreiding verloopt traag omdat de wants niet kan vliegen en via het water op zoek moet gaan naar nieuwe leefgebieden. De soort houdt van zuurstofrijk water en hoeft niet naar de oppervlakte te komen om adem te halen. Zuurstof kan uit het water worden gehaald en worden vastgehouden in de vele korte haren op het achterlijf.